# AirBaltic
airBaltic (mã IATA = BT, mã ICAO: BTI) là hãng hàng không của Latvia, trụ sở chính tại Riga (Latvia). Căn cứ chính của hãng ở Sân bay quốc tế Riga và căn cứ khác ở Sân bay quốc tế Vilnius (Litva). Năm 2007, airBaltic có 948 nhân viên (tháng 9/2007)., chuyên chở được 2.007.150 lượt hành khách (tăng 41% so với năm 2006)

## Lịch sử
Air Baltic do chính phủ Latvia và Tập đoàn SAS góp vốn thành lập ngàỳ 28.8.1995. Chính phủ Latvia góp 52,8% và Tập đoàn SAS góp 47,2% vốn. Air Baltic đi vào hoạt động ngày 1.10.1995 khi chiếc máy bay Saab 340 đầu tiên của hãng bay tới Riga và ngay buổi chiều cùng ngày, máy bay này đã chở chuyến khách đầu tiên cho hãng. Năm 1996 hãng mua chiếc máy bay Avro RJ70 đầu tiên và năm 1998 mua 1 máy bay Fokker 50. Năm 1999, Air Baltic trở thành hãng liên doanh và sử dụng các máy bay Fokker 50 thay cho các máy bay Saab 340. Cùng năm, hãng mở thêm trung tâm phụ trách chở hàng hóa ở phi trường Riga. Năm 2003, hãng mua máy bay phản lực Boeing 737-500 đầu tiên. Ngày 1.6.2004 Air Baltic đưa các dịch vụ tới 5 phi trường nơi đến. Tháng 10/2004 Air Baltic đổi tên thành airBaltic. Tháng 12/2006, hãng mua máy bay Boeing 737-300 đầu tiên. Tháng 6/2007, hãng đưa ra hệ thống check-in online (đăng ký đi trực tuyến). Đây là hệ thống đăng ký đi máy bay trực tuyến đầu tiên của các nước vùng biển Baltic. Mùa xuân năm 2008, airBaltic mua 2 máy bay Boeing 757-200ER để bay tuyến đường xa.
airBaltic cũng chia sẻ chương trình EuroBonus của Hãng hàng không Scandinavia và sử dụng các buồng đợi ở phi trường của hãng này, tuy nhiên airBaltic không tham gia Star Alliance như các công ty trực thuộc của Tập đoàn SAS. Hiện nay airBaltic đã thỏa thuận hợp tác với các hãng hàng không Aeroflot, Rossiya (của Nga) và Austrian Airlines, Atlasjet, Belavia, Donbassaero, Estonian Air, Azerbaijan Airlines, Uzbekistan Airways, Aerosvit Airlines, Georgian Airways, cũng như chia sẻ mã (codeshare) với Spanair và Blue 1. Hãng có các văn phòng ở Riga, Vilnius, Minsk, Moskva, Kiev, Liepàja, Berlin, London, Odessa, Daugavpils và St. Peterburg.

## Doanh thu & Lợi nhuận
Doanh thu của airBaltic năm 2006 đạt 115,9 triệu lats (164,9 triệu euro) tăng 37% so với năm 2005. Doanh thu 9 tháng đầu năm 2007 đạt 120,2 triệu lats (171 triệu euro) tăng 40% so với cùng kỳ năm trước.
Lợi nhuận ròng năm 2006 là 4,305 triệu lats (6,125 triệu euro) so với 1,14 triệu lats (1,62 triệu euro) năm 2005. Tháng 9/2007 airBaltic đạt được 5,1 triệu lats (7,2 triệu euro) lợi nhuận trước thuế.

## Đội máy bay

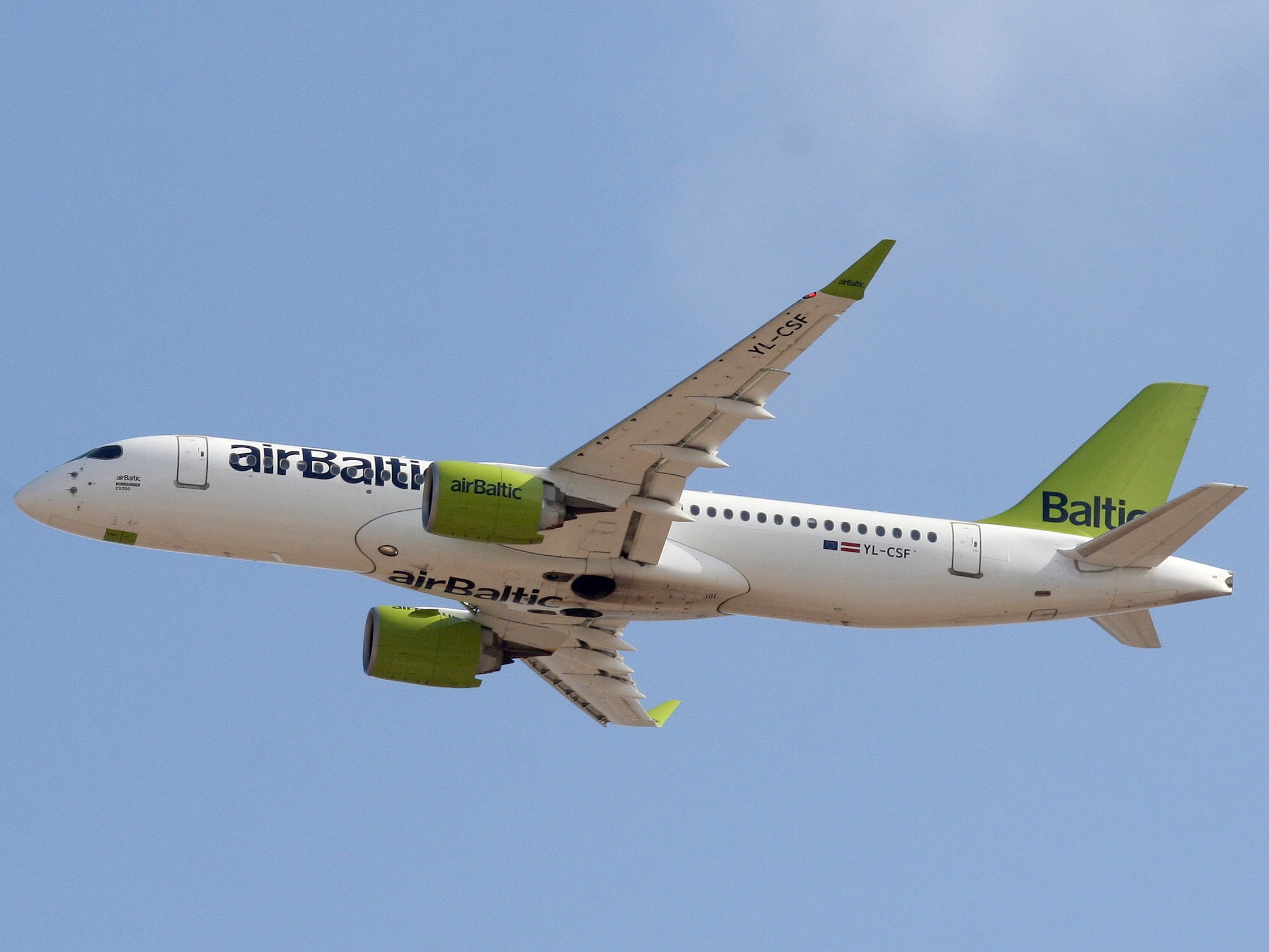
Airbus A220-300

## Thỏa thuận liên danh
- Aegean Airlines
- Aeroflot
- Air France
- Air Malta
- Air Serbia
- Alitalia
- Austrian Airlines
- Azerbaijan Airlines
- Belavia
- British Airways
- Brussels Airlines
- Czech Airlines
- Etihad Airways
- Georgian Airways
- Iberia Airlines
- Icelandair
- KLM
- LOT Polish Airlines
- Lufthansa
- TAP Air Portugal
- TAROM
- Ukraine International Airlines
- Uzbekistan Airways

## Đội máy bay ngưng hoạt động
- 2 Saab 340
- 3 Avro RJ70
- 1 Boeing 737-500
- 1 Fokker 50
- 2 Boeing 757-200ER
- 8 Fokker 50
- 1 Fokker 100

## Các nơi đến
| Quốc gia     | Thành phố       | Sân bay                                     | Ghi chú              |
| ------------ | --------------- | ------------------------------------------- | -------------------- |
| Armenia      | Yerevan         | Sân bay quốc tế Zvartnots                   | Theo mùa             |
| Áo           | Salzburg        | Sân bay Salzburg                            | Theo mùa             |
| Áo           | Viên            | Sân bay quốc tế Viên                        |                      |
| Azerbaijan   | Baku            | Sân bay quốc tế Heydar Aliyev               | Theo mùa             |
| Belarus      | Minsk           | Sân bay quốc gia Minsk                      |                      |
| Bỉ           | Brussels        | Sân bay Bruxelles                           |                      |
| Bulgaria     | Burgas          | Sân bay Burgas                              | Thuê chuyến theo mùa |
| Croatia      | Dubrovnik       | Sân bay Dubrovnik                           | Theo mùa             |
| Croatia      | Rijeka          | Sân bay Rijeka                              | Theo mùa             |
| Croatia      | Split           | Sân bay Split                               |                      |
| Cộng hòa Síp | Larnaca         | Sân bay quốc tế Larnaca                     |                      |
| Cộng hòa Séc | Prague          | Sân bay Václav Havel Praha                  |                      |
| Đan Mạch     | Billund         | Sân bay Billund                             |                      |
| Đan Mạch     | Copenhagen      | Sân bay Copenhagen                          |                      |
| Ai Cập       | Hurghada        | Sân bay quốc tế Hurghada                    | Thuê chuyến theo mùa |
| Ai Cập       | Sharm El Sheikh | Sân bay quốc tế Sharm el-Sheikh             | Thuê chuyến theo mùa |
| Estonia      | Tallinn         | Sân bay Tallinn                             | Điểm đến quan trọng  |
| Phần Lan     | Helsinki        | Sân bay Helsinki-Vantaa                     |                      |
| Phần Lan     | Kittilä         | Sân bay Kittilä                             |                      |
| Phần Lan     | Turku           | Sân bay Turku                               |                      |
| Pháp         | Nice            | Sân bay Nice - Côte d'Azur                  |                      |
| Pháp         | Paris           | Sân bay Paris-Charles-de-Gaulle             |                      |
| Gruzia       | Tbilisi         | Sân bay quốc tế Tbilisi                     |                      |
| Đức          | Berlin          | Sân bay quốc tế Berlin-Brandenburg          |                      |
| Đức          | Düsseldorf      | Sân bay Düsseldorf                          |                      |
| Đức          | Frankfurt       | Sân bay quốc tế Frankfurt                   |                      |
| Đức          | Hamburg         | Sân bay Hamburg                             |                      |
| Đức          | Munich          | Sân bay quốc tế München Franz Josef Strauss |                      |
| Đức          | Stuttgart       | Sân bay Stuttgart                           |                      |